# آيت سمك (أساكي)
آيت سمك هي إحدى مشيخات المملكة المغربية، تتبع جغرافيا لإقليم تارودانت وإداريًا لأساكي. يقدر عدد سكانها بـ 1894 نسمة حسب الإحصاء الرسمي للسكان والسكنى لسنة 2004.